# Prinzenerlass
Als Prinzenerlass bezeichnet die historische Forschung einen geheimen Führererlass Adolf Hitlers aus dem Frühjahr 1940. Darin untersagte er allen der Wehrmacht angehörenden Prinzen der bis 1918 regierenden Fürsten- und Königshäuser die Teilnahme an Kampfhandlungen im Zweiten Weltkrieg. Am 19. Mai 1943 schloss Hitler sämtliche Angehörige ehemals regierender Fürstenhäuser aus der Wehrmacht aus.
Hintergrund des Erlasses war die breite öffentliche Anteilnahme bei der Beisetzung von Wilhelm Prinz von Preußen, Enkel des letzten deutschen Kaisers Wilhelm II. Dieser hatte als  Oberleutnant der Reserve mit der 1. Infanterie-Division am Frankreichfeldzug teilgenommen und war am 23. Mai 1940 bei Valenciennes schwer verwundet worden. Obwohl sein Tod drei Tage später in einem Feldlazarett im belgischen Nivelles in Presse und Rundfunk nicht thematisiert wurde, verbreiteten sich die Nachricht selbst sowie Ort und Termin seiner Beerdigung mittels Traueranzeigen und mündlicher Weitergabe. Am 29. Mai formierten anlässlich seiner Beisetzung über 50.000 Trauernde ein „stummes Spalier“ zwischen der Friedenskirche und dem Antikentempel im Park von Sanssouci bei Potsdam. Es war die größte nicht offiziell angekündigte, unorganisierte Demonstration in der Regierungszeit Hitlers. Die Demonstration offenbarte Hitler die noch in weiten Bevölkerungskreisen und im Offizierkorps vorhandene große Sympathie und Anteilnahme für die ehemals regierenden Hohenzollern. Schon zuvor, beim Überfall auf Polen war am 5. September 1939 ein Kaiserenkel gefallen, der Leutnant der Reserve Oskar Wilhelm Karl Hans Cuno von Preußen (* 15. Juli 1915). Der Tod des Sohnes von Oskar von Preußen hatte allerdings kein derartiges öffentliches Aufsehen erregt wie der des ältesten Sohnes von Kronprinz Wilhelm.
Hitler diktierte in Sorge um seine eigene Popularität unmittelbar nach Wilhelms Bestattung den Prinzenerlass, begründet mit „internationaler Versippung“ der Fürstenhäuser. Er wollte verhindern, dass vergleichbare Soldatentode in Zukunft zum Anlass von Sympathiekundgebungen für deutsche Fürstenhäuser würden.
Dennoch wurde der Erlass nicht überall konsequent umgesetzt. So fiel im November 1943 Prinz Hubertus, zweiter Sohn des letzten regierenden Herzogs von Sachsen-Coburg und Gotha, Carl Eduard, an der Ostfront. Trotzdem durfte Hubertus’ jüngerer Bruder, Friedrich Josias, der als Oberleutnant u. a. Ordonnanzoffizier unter Generalfeldmarschall Erwin Rommel an der französischen Kanalküste diente, dank einer Beschwerde bis Kriegsende in der Wehrmacht verbleiben.
Nach Stephan Malinowski belegt der Prinzenerlass weniger einen angeblichen Antagonismus des Hauses Hohenzollern gegenüber dem Nationalsozialismus, sondern „viel zutreffender“ die „beachtliche Größe des potenziellen Gegen-Charismas“ der Hohenzollern, das sie „jedoch niemals und an keiner Stelle gegen den Nationalsozialismus in Stellung“ gebracht hatten.

## Belege
1. ↑  Thomas Stamm-Kuhlmann: Die Hohenzollern . Siedler, Berlin 1995, ISBN 3-88680-485-2, S. 228 f.
2. ↑  Gerd Heinrich: Geschichte Preußens. Staat u. Dynastie, Ullstein, Frankfurt/M., Berlin, Wien 1984, ISBN 3-548-34216-7, S. 515f., dort auch die „internationale Versippung“ (unten), S. 516.
3. ↑  Gothaischer Hofkalender der fürstlichen Häuser, Justus Perthes Verlag, Gotha 1942, S. 80
4. ↑  Richard Hargreaves: Blitzkrieg Unleashed. The German Invasion of Poland, 1939. Pen & Sword Military, Barnsley (England) 2008, ISBN 978-0-8117-0724-4, S. 206
5. ↑  Harald Sandner: Das Haus Sachsen-Coburg und Gotha, S. 246.
6. ↑  Stephan Malinowski: Die Hohenzollern und Hitler. Cicero online, 30. Juni 2005, abgerufen am 30. November 2013.